# Хеджирование
Хеджи́рование (от англ. hedge — ограда, изгородь) — открытие сделок на одном рынке для компенсации воздействия ценовых рисков равной, но противоположной позиции на другом рынке. Обычно хеджирование осуществляется с целью страхования рисков изменения цен путём заключения сделок на срочных рынках. Наиболее часто встречающийся вид хеджирования — хеджирование фьючерсными контрактами. Зарождение фьючерсных контрактов было вызвано необходимостью страхования от изменения цен на товары. Первые операции с фьючерсами были совершены в Чикаго на товарных биржах именно для защиты от резких изменений конъюнктуры рынка. До второй половины XX века хеджирование (данный термин был уже тогда закреплён в некоторых нормативных документах) использовалось исключительно для снятия ценовых рисков. Однако, нужно заметить, что целью хеджирования не всегда является полное устранение рисков.
Механизм хеджирования заключается в балансировании обязательств на наличном рынке (товаров, ценных бумаг, валюты) и противоположных по направлению на фьючерсном рынке.
Помимо операций с фьючерсами, операциями хеджирования могут считаться и операции с другими срочными инструментами: форвардными контрактами и опционами. Продажа опциона согласно нормам МСФО не может признаваться операцией хеджирования.
Результатом хеджирования является не только снижение рисков, но и снижение возможной прибыли.
Различают хеджирование покупкой и продажей. Хеджирование покупкой (хедж покупателя, длинный хедж) связано с приобретением фьючерса, что обеспечивает покупателю страхование от возможного повышения цен в будущем (подразумевается ситуация, когда покупатель планирует покупку в будущем, но не делает её сегодня). При хеджировании продажей (хедж продавца, короткий хедж) в целях страхования от возможного снижения цен в будущем осуществляется продажа срочных инструментов (подразумевается ситуация, когда продавец планирует продать товар в будущем, но не делает этого сегодня).
Целью хеджирования (страхования рисков) является защита от неблагоприятных изменений цен на рынке акций, товарных активов, валют, процентных ставок и прочего. Например, инвестор имеет в портфеле акции «Газпрома», но остерегается снижения цен на этот актив, поэтому он открывает короткую позицию по фьючерсу на «Газпром» или покупает опцион пут, и таким образом страхуется от падения цен на этот актив.
Хеджер — участник биржевой либо внебиржевой торговли, имеющий целью совершения операций на рынке защиту от риска.

## Типы хеджирования

### Классическое (чистое) хеджирование
Хеджирование путём открытия противоположных позиций на рынке реального товара и фьючерсном рынке. Например, заключается контракт на поставку пшеницы. Но урожай ещё не вырос, есть риск сорвать контракт. Для минимизации рисков покупается опцион на поставку аналогичной партии пшеницы по аналогичной цене. Первый вид хеджирования, который применялся торговцами сельскохозяйственной продукцией в Чикаго (США).

### Полное и частичное хеджирование
Полное хеджирование предполагает страхование рисков на фьючерсном рынке на полную сумму сделки. Данный вид хеджирования полностью исключает возможные потери, связанные с ценовыми рисками. Частичное хеджирование страхует только часть реальной сделки.

### Предвосхищающее хеджирование
Предвосхищающее хеджирование предполагает покупку или продажу срочного контракта задолго до заключения сделки на рынке реального товара. В период между заключением сделки на срочном рынке и заключением сделки на рынке реального товара фьючерсный контракт служит заменителем реального договора на поставку товара. Также предвосхищающее хеджирование может применяться путём покупки или продажи срочного поставочного товара и его последующее исполнение через биржу. Данный вид хеджирования наиболее часто встречается на рынке акций.

### Выборочное хеджирование
Выборочное хеджирование характеризуется тем, что сделки на фьючерсном рынке и на рынке реальных товаров различаются по объёму и времени заключения.

### Перекрёстное хеджирование
Перекрёстное хеджирование характеризуется тем, что на фьючерсном рынке совершается операция с контрактом не на базовый актив рынка реального товара, а на другой финансовый инструмент. Например, на реальном рынке совершается операция с акцией, а на фьючерсном рынке с фьючерсом на биржевой индекс.

### Хеджирование и рехеджирование опционов
Открытие позиций с активом, являющимся базовым для уже открытых позиций по опционам, с целью снижения ценового риска покупателя или продавца опционов. Такая общая позиция называется хеджированной покупкой или соответственно продажей опционов. Однако такое состояние не является постоянным. Изменение цен базового актива или цен опционов часто требует дополнительных корректирующих сделок по покупке или продаже базового актива с целью достижения нового хеджированного состояния — такие действия называются рехеджированием опционов.